# Chercos
Chercos es un municipio español de la provincia de Almería, comunidad autónoma de Andalucía. Cuenta con una población de 303 habitantes (INE 2024). Su extensión superficial es de 13,55 km² (kilómetros cuadrados), y tiene una densidad de 21,28 hab./km² (habitantes por kilómetro cuadrado). Se encuentra situado a 793 m s. n. m. (metros sobre el nivel del mar) y a 79 km (kilómetros) de la capital de provincia, Almería.
Originalmente, el pueblo se ubicaba a 3,1 km hacia el sur, cerro arriba. En los años cuarenta del siglo XX, el entonces alcalde Antonio Sáez Sáez decidió trasladar el pueblo a su localización de hoy por ser un sitio más conveniente y estar mejor comunicado. Esta decisión causó el disgusto de algunos, quienes al principio se resistieron al cambio. Las calles de Chercos Viejo fueron restauradas a principios del siglo XXI. Varias casas del pueblo viejo, así como su iglesia, siguen siendo utilizadas por sus dueños para visitar a sus familiares durante las épocas festivas como Navidad, fines de semanas y verano.

## Toponimia
Según el lingüista Jaime Oliver Asín, el nombre de Chercos deriva del término mozárabe Yerku, que significa la encina, probablemente por estar el pueblo rodeado de un encinar.

## Naturaleza

### Sierra de los Filabres
La Sierra de Los Filabres es el principal macizo montañoso de la provincia de Almería, aunque las estribaciones más altas se encuentren en Sierra Nevada, y forma el límite sur del Valle del Almanzora. Tiene una longitud de 50 km (kilómetros) y una anchura de 25 km, con una superficie total de 150 000 ha (hectáreas).
La altitud media de la sierra es de 1500 m s. n. m. (metros sobre el nivel del mar). Hay alturas superiores a los 2000 m s. n. m., como Calar Alto (a 2168 m s. n. m.) o Tetica de Bacares (a 2080 m s. n. m.).
Entre los materiales que constituyen la Sierra, se distingue una unidad inferior, de 5 km de espesor, formada por rocas esquisto-cuarcíticas de edad paleozoica. Sobre este zócalo, se sitúa una cobertera de 1 km de espesor de esquistos y cuarcitas con intercalaciones de rocas carbonatadas y gneis de edad permotriásica. Localmente, entre el zócalo y la cobertera, se encuentra otra capa de 1 km de espesor formada por carniolas, mármoles y diversos tipos de micasquistos del Trias medio y superior.
Albanchez, Alcóntar, Alcudia de Monteagud, Bayarque, Bacares, Benitagla, Benizalón, Chercos, Cóbdar, Gérgal, Laroya, Líjar, Serón, Sierro, Suflí y Tahal son algunas de las poblaciones y municipios de la zona, con sus fachadas encaladas y sus empinadas cuestas.

### Flora y fauna
Los suelos son poco profundos, con reacción química variable. La relación carbono-nitrógeno indica una buena y rápida humidificación; los contenidos en materia orgánica son moderados cuando poseen cubiertas forestales antiguas. Tiene una geografía de barrancos, montañas y valles.
La diversidad de ambientes se refleja en una gran variedad de hábitats para la fauna, entre la que se debe destacar, dentro de los invertebrados, la riqueza en mariposas diurnas e insectos de todo tipo. Entre los vertebrados se encuentran ranas, culebras, lagartos y diversos tipos de roedores. En la actualidad, debido a las largas sequías, están en peligro de desaparecer del entorno especies como las tortugas.
Las aves constituyen el grupo más numeroso entre los vertebrados, las cuales ocupan todo tipo de formaciones: forestales, esteparias y cantiles o calares. Destacan las rapaces como especies más significativas: águila perdicera, búho real, cernícalos y gavilanes. Y el más pequeño de todos: el alcaudón.
Entre los ungulados aparecen el jabalí y la cabra montés. Esta última presenta hoy poblaciones relativamente pequeñas, pero su gran capacidad reproductora y la ausencia de predadores naturales como el lobo, que regulen sus poblaciones, hacen esperar una rápida expansión. Debido a ello, estas especies precisan de una equilibrada gestión cinegética que evite un crecimiento desproporcionado de las poblaciones, ajustándolo a la capacidad de acogida del medio.
Entre la vegetación existente en la actualidad, destacan por su abundancia la albaida, la bolina, retamas, esparto, espinos negros, romeros, bojas y tomillos. Numerosas plantas de las llamadas medicinales.
Chercos conserva ejemplares centenarios de encina de gran envergadura, cuya conservación a lo largo de la historia parece ligada a su aprovechamiento como sesteros para el ganado. Son numerosas y se reparten por todas las zonas del municipio.
Entre el matorral acompañante destacan los enebros y el acebuche.
Aparecen ligadas a la humedad edáfica en los barrancos zarzales, mimbreras, choperas, etc. y, refugiados en su ambiente más fresco, serbales, nogueras, algarrobos y cerezos.

## Geografía humana

### Organización territorial
Además de la cabecera municipal, Chercos cuenta también con varias entidades de población según el nomenclátor publicado por el Instituto Nacional de Estadística: Chercos Nuevo, Las Paletas, Chercos Viejo, Gasparillo, El Tablar y El Cercado.

### Demografía
Cuenta con una población de 303 habitantes (INE 2024).
| Gráfica de evolución demográfica de Chercos entre 1842 y 2021                                                         |
| |
| Población de derecho según los censos de población del INE. Población de hecho según los censos de población del INE. |

### Economía
Su economía depende directamente de la industria extractora del mármol, principal actividad, quedando la agricultura en un segundo plano, y siendo la ganadería casi inexistente.

#### Evolución de la deuda viva municipal
| Gráfica de evolución de Deuda viva del Ayuntamiento de Chercos entre 2008 y 2019                                |
| |
| Deuda viva del Ayuntamiento de Chercos en miles de Euros según datos del Ministerio de Hacienda y Ad. Públicas. |

## Símbolos
Chercos consiguió una autorización por parte de la Junta de Andalucía para adoptar sus símbolos en diciembre de 2002, pero no ejerció ese derecho hasta enero de 2007. El municipio cuenta con un escudo y bandera adoptados de manera oficial.

### Escudo
Su descripción heráldica es la siguiente:

Partido. Primero de plata, una encina arrancada de sinople, frutada de oro; segundo de azur, dos villas, de oro puestas en palo. Al timbre corona real cerrada. 

### Bandera
La enseña del municipio tiene la siguiente descripción:

Paño rectangular vez y media más largo que ancho, partido por mitad vertical, de color azul prusia la parte cercana al asta y de color blanco, la más cercana al batiente. En el centro geométrico del paño el escudo municipal en el que los metales oro y plata se sustituyen por los colores amarillo y blanco respectivamente.

## Administración y política

### Alcaldes
| Periodo     | Alcalde                                                         | Partido |
| ----------- | --------------------------------------------------------------- | ------- |
| 1979-1983   | Antonio Sáez Soriano                                            | UCD     |
| 1983-1987   | José Benítez García                                             | PSOE    |
| 1987-1991   | José Benítez García                                             | PSOE    |
| 1991-1995   | José Mellado Martos                                             | PSOE    |
| 1995-1999   | José Antonio Torres Saez                                        | PIE     |
| 1999-2003   | José Antonio Torres Saez                                        | PP      |
| 2003-2007   | José Antonio Torres Saez                                        | PP      |
| 2007-2011   | José Antonio Torres Saez                                        | PP      |
| 2011-2013   | José Antonio Torres Saez                                        | PP      |
| 2015-2019   | José Antonio Torres Saez                                        | PP      |
| 2019 - 2023 | José Antonio Torres Saez                                        | PP      |
| 2023 -      | Eduardo Mena Corral (2023) José Antonio Torres Saez (2023-act.) | PSOE PP |

## Servicios públicos

### Educación
- Colegio Público rural los Filabres
- Escuela de adultos
- Centro Guadalinfo

### Sanidad
- Consultorio médico
- Farmacia

## Cultura

### Patrimonio artístico y monumental

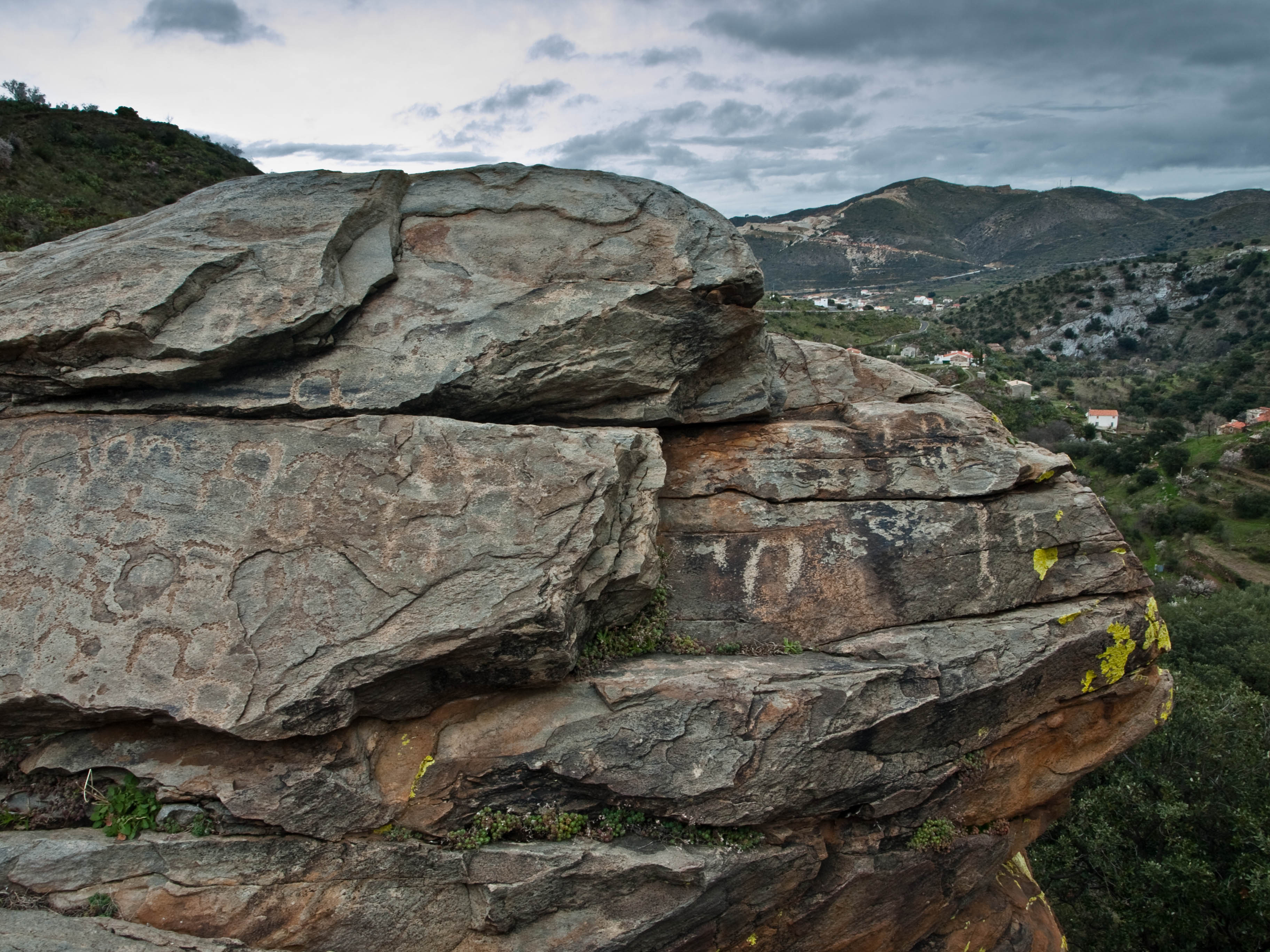
Piedras con grabados

El patrimonio artístico-monumental del municipio de Chercos se encuentra claramente representado por su larga historia, con construcciones y vestigios que van desde los primeros pobladores, atestiguados desde el calcolítico, pasando por la Edad Media bajo el dominio islámico y la posterior Reconquista hasta la actualidad. Sus más claros ejemplos son:
- El yacimiento arqueológico del Cerro del Mojón: se localiza sobre la cota más alta del cerro del mismo nombre, donde confluyen los límites de los términos municipales de Macael, Tahal y Chercos. El asentamiento se limita a la cumbre de dicho cerro, que está a unos 1116 m s. n. m. (metros sobre el nivel del mar) y domina visualmente amplias superficies de la Sierra de Los Filabres y del Valle del Almanzora inmediato. Se comunica visualmente con El Cerrillo de Chercos. El yacimiento ha sido interpretado como fortín de la Edad del Cobre, por su similitud con los así identificados en el yacimiento de Los Millares, y se caracteriza por su ubicación en un punto estratégico con amplio dominio del paisaje, sus pequeñas dimensiones y la presencia de estructuras de defensa complejas.
- El yacimiento arqueológico de El Cerrillo: está localizado en un cerro de la margen izquierda del Río de Chercos. Se produjo una excavación de urgencia motivada por el avance de la explotación de unas canteras que podían afectar al yacimiento. Los resultados de la misma han confirmado que se trata de un fortín, también de la Edad del Cobre, lógicamente relacionable con algún poblado de las inmediaciones. Este podría ser el cercano yacimiento de El Tesorillo, pero también se tienen noticias de otros dos yacimientos próximos, aún por confirmar.
- Los restos arqueológicos de El Tesorillo: aún por estudiar, se han visto muy afectados por las dos carreteras locales (las de Chercos Viejo y Chercos Nuevo), no obstante, conservan aún interés para la investigación, pues en los perfiles son visibles algunas estructuras constructivas. Sería preciso una actuación arqueológica destinada a definir su posible relación con el yacimiento de El Cerrillo y a valorar con más precisión sus posibilidades para la investigación.
- La Piedra Labrada o Piedra Labrá: localizada en las cercanías de Chercos Viejo, es un conjunto arqueológico-monumental prehistórico, distribuido en varios paneles rocosos, donde están grabadas escenas de la vida tribal de los primeros pobladores de Chercos. Los grabados rupestres se representan distribuidos en las caras de exfoliación propias de la roca, de origen pizarro-esquistoso, a veces separados claramente y otras superpuestos, confundiéndose unos con otros, debido casi con toda seguridad al sucesivo sobregrabado desde la Edad del Bronce hasta quizás la Edad Media. Las representaciones más comunes, de tipo esquemático y/o macroesquemático, son antropomorfos de brazos en jarra, indaliformes, guerreros armados, jinetes, carros o tectrices, ganado doméstico y salvaje (caballos, asnos, bueyes y cabras), herraduras, estrellas y otros objetos de interpretación más ambigua. La riqueza y naturaleza de motivos representados, desde época argárica en adelante, la destacada distribución espacial y su enclave prominente en el paisaje inducen a pensar en su utilización como altar.
- El castillo de Chercos Viejo: es una pequeña fortaleza árabe de la Edad Media situada en un erial sobre unos riscos que dominan el pueblo y comprende un recinto con torres cuadrangulares y pequeñas. Una de las partes rocosas de la plataforma sobre la que se asienta está reforzada con muros de piedra y soporta un aljibe de una sola nave. Éste conserva su bóveda y en sus paredes aparecen grafitis cristianos del siglo XVI. En el área Sur del mismo se sitúa un pequeño cementerio del siglo XIX-principios del XX.
- Iglesia de San Lorenzo en Chercos Viejo: nació como la iglesia parroquial de Santa María de Chercos, para la que Fray Diego de Deza, Arzobispo de Sevilla, instituyó un beneficio simple servidero y una sacristía el 26 de mayo de 1505.[6] Fue reparada tras los daños causados durante la rebelión de los moriscos o rebelión de las Alpujarras y prestó sus servicios como parroquia aneja de la de Alcudia hasta 1732.[7]
- Manantiales y Fuentes de Chercos: fuente de nueva construcción en mayo de 2006, está dedicada al patrono San Lorenzo. Se encuentra en el acceso a La plaza de la Libertad. Fue construida por un taller de empleo, el Consorcio Filabres Norte III.

### Patrimonio cultural inmaterial
- Fiestas en honor a la Virgen de Fátima. Se celebra el día 13 de mayo con misa procesión y verbena nocturna
- Fiestas de San Lorenzo se celebra el 10 de agosto, con misa y procesión, generalmente se celebran 3 días, con verbena nocturna. En uno de los tres días se realiza una gran paella para todos los asistentes.
- San Antón. El 17 de enero se celebra con una gran hoguera, patatas asadas, vino del país, y carne a la brasa.
- Semana Santa

### Tradiciones
- Matanzas. Cada vez son menos pero aun en este municipio se realizan las tradicionales matanzas, donde se sacrifica un cerdo y luego se utiliza para fabricar embutidos de todo tipo.
- Elaboración de roscos fritos y buñuelos. Es una tradición la realización de estos dulces, aunque no tienen una fecha establecida se realizan con más frecuencia en Semana Santa.
- Reyes Magos. El día 5 de enero se celebra una fiesta para los niños, con la aparición de los Reyes repartiendo caramelos por las calles del pueblo, entregan un detalle a los niños y seguidamente se ofrece a los niños una merienda de pan de aceite y chocolate.
- Meriendas. Al finalizar la Semana Santa el domingo de Resurrección, muchos de los habitantes acuden al campo por los alrededores a pasar el día.
- Paella. El día del Patrón del pueblo se celebra con una gran paella para todos los asistentes.
- Baile. durante todo un año los niños del pueblo aprenden distintos estilos de baile que el día del Patrón muestran a todos los asistentes.

### Gastronomía
Migas de harina de trigo acompañadas de remojón, gachas tortas, puchero de calabaza, puchero de trigo, gachas colorás, gachas con caldo, potaje de albóndigas con bacalao, roscos fritos, buñuelos, hornazos de San Marcos, bizcochos de dátiles, etc.

## Deportes
- Pistas polideportivas: 40 m × 22 m (metros); sintético. Actividad principal: fútbol sala y tenis.
- Piscina municipal.